# Феоктист (Блажевич)
 Феоктист Блажевич  (23 лютого 1807, с. Тисовець, Буковинський округ, Королівство Галичини та Володимирії, Австрійська імперія — 9 липня (за старим стилем — 27 червня) 1879, м. Чернівці, Герцогство Буковина, Австро-Угорщина) — церковний діяч, митрополит Буковини.

## Біографія
Федір Блажевич народився 7 березня (за старим стилем — 23 лютого) 1807 року в сім’ї священика в селі Тисовець на Буковині.
Закінчив гімназію в Сучаві. Після закінчення філософського курсу і семінарії в Чернівцях одружується, його висвячують в сан диякона (1832), а через деякий час і в сан священика, після чого його направляють на службу в парафію села Просикуряни.
Після смерті дружини (1837)  поступає в монастир і приймає постриг з ім’ям Феоктист.
В монастирі він виконує послух духовника, за що його в 1856 році возводять у чин протосинкела.
З 1857 року Блажевич призначений ректором Чернівецької духовної семінарії.
В 1863 році стає ігуменом  монастиря Драгомирна, а через рік возводиться в сан архимандрита.
В 1874 році стає консисторським архімандритом і генеральним вікарієм Буковинської митрополії.
Імператорським декретом Феоктиста Блажевича 22 березня 1877 року призначають митрополитом Буковини.
30.06.1877 призначений довічним членом Палати панів Райхсрату (як високий церковний чин), не прийняв присяги.
Перший буковинський митрополит Євген Гакман твердо обстоював думку, що православна церква повинна однаково поважати права українців і румунів. У часи правління митрополита Гакмана в буковинській православній церкві відбувалися позитивні зміни, які враховували інтереси обох народів. У 1871 році видано розпорядження про зрівняння в правах української та румунської мов, а в 1873 році після смерті Є.Гакмана, ця ж постанова була повторно підтверджена в окружному посланні консисторії Буковини, опубліковану цього ж року в 17 числі «Листка розпоряджень консисторії»  за підписами Феоктиста Блажевича і Василя Продана. Зокрема вказувалося, що богослов’я в українських народних школах  має викладатися українською мовою, що метричні книги, журнали, протоколи в українських парафіях потрібно вести виключно українською мовою. Отже, розпорядження відкривало широкі можливості для зрівняння української і румунської мов у православній церкві.
Феоктист Блажевич своєю діяльністю сприяв утвердженню рівних прав різномовних верств населення, заслужив цим авторитет як видатна постать в буковинському краї.
27 червня 1879 року Феоктист Блажевич помер, його прах похований у митрополичій гробниці на міському кладовищі м. Чернівців.